# Тухла
Тухла е блок от изпечена глина, използван като строителен материал. В зависимост от предназначението ѝ, тухлата може да бъде плътна или с различни по форма кухини. Използва се в строителството при зидането на носещи или преградни стени, и огради.

## История
Първите тухли са се използвали още преди 14 хил. години пр.н.е. в Египет, в библейския град Йерихон край р. Йордан, в Индия, в Перу, и други части на света. Те са били изсушени на слънце, непечени блокчета от глина и слама, наричани в българския език кирпич. Археолозите датират първите изпечени тухли, разкрити в Месопотамия, Пакистан и др. от 4000 година пр.н.е. През 2000 година пр.н.е. е построена Вавилонската кула, многократно разрушавана, но и много пъти отново съграждана. За изпълнението ѝ са били използвани 85 милиона изпечени тухли. Все още в този регион могат да се видят къщи, при чието изграждане са били използвани тухли от Вавилонската кула.
В Китай за първи път е използвана керамика за носещи елементи. Изкуството на производство на тухли в Западния свят е било разпространено от Древен Рим. След своите походи римляните носели и керамични изделия. По археологическите находки може да се съди за изключителното им майсторство в областта на глинените сводове.
През XII век Ломбардия, Франция и Германия се оформят като центрове за производство на керамика, която намира широко приложение от романтизма през готиката чак до Ренесанса. В северноевропейските страни като Нидерландия, Белгия, Скандинавия и Англия и до днес могат да се видят великолепни постройки от ръчно изработени тухли. Машинното производство на керамика е започнато от англичаните. В Германия поставят нова епоха за производството на керамика. Щрангпресата на берлинския фабрикант Шликейсен през 1854, както и регистрираната през 1858 година като пруски и австрийски патент рингова пещ, са били от огромно значение за последвалото разпространение на производството на тухли в Европа.
В средата на XVIII век по заповед на кралица Мария Терезия на Винерберг (Виенското възвишение) е построена пещ за тухли. В нея през 1780 г. например годишно са се произвеждали 1 милион тухли. През 1820 към това производство са били включени още няколко фабрики. През 1849 година предприятието е произвеждало вече 30 милиона тухли за зидария и 4 милиона облицовъчни (клинкерни) тухли. През 1865 година е построена първата рингова пещ и две години по-късно работниците в тухларните на Винербергер са наброявали 10 хиляди, с което Винербергер вече е било най-голямото предприятие в света. По това време са направени и първите опити с пресите за тухли, което е довело до нарастване на производството до 225 милиона в края на века. Това слага началото на прехода от ръчното към промишленото производство на тухли.
Технологията на производство на съвременни тухли коренно се различава от старата, но популярността на този строителен материал остава все още висок.

## История на тухлата в България
Строителната керамика има традиции и по българските земи. Най-старите тухли, открити в България, са от V в. пр. Хр. Запазени са тухлените сгради на Казанлъшката гробница, ротондата „Св. Георги“, църквата „Св. София“, църквите в Несебър и др. В началото на XX век в България започва изграждането на фабрики за тухли. След Втората световна война е построен първият модерен завод за тухли с рингова пещ, камерни сушилни и тунелни сушилни.
Разпределението на предприятията в страната е неравномерно. В Северна България има 65 предприятия, които произвеждат повече от 65% от тухлите, а в Южна България са около 35 фабрики, които осигуряват 34%.

## Видове тухли
Тухлите се поделят на видове основно според техния размер и това колко пъти техният обем е по-голям от обема на тухла нормален формат („единичка“).
- Тухла НФ – тухлата „единичка“ се нарича още „единичен керамичен блок“. Тя е с размери 250/120/60 mm за плътна тухла и 250/120/65 mm за решетъчна тухла.
- Тухла „двойка“ – тухлата „двойка“ се нарича още „двоен керамичен блок“. Тя е точно два пъти обема на тухлата „единичка“ и е с размери 125/250/120 mm.
- Тухла „четворка“ – тухлата „четворка“ се нарича още „четворен керамичен блок“. Обемът ѝ е точно четири пъти обема на тухлата „единичка“. Размерите ѝ са 250/250/120 mm.

В България носещите зидарии от тухли се използват рядко, поради изискванията за сеизмична устойчивост на сградите.